# Louise Compain
Pour les articles homonymes, voir Compain.

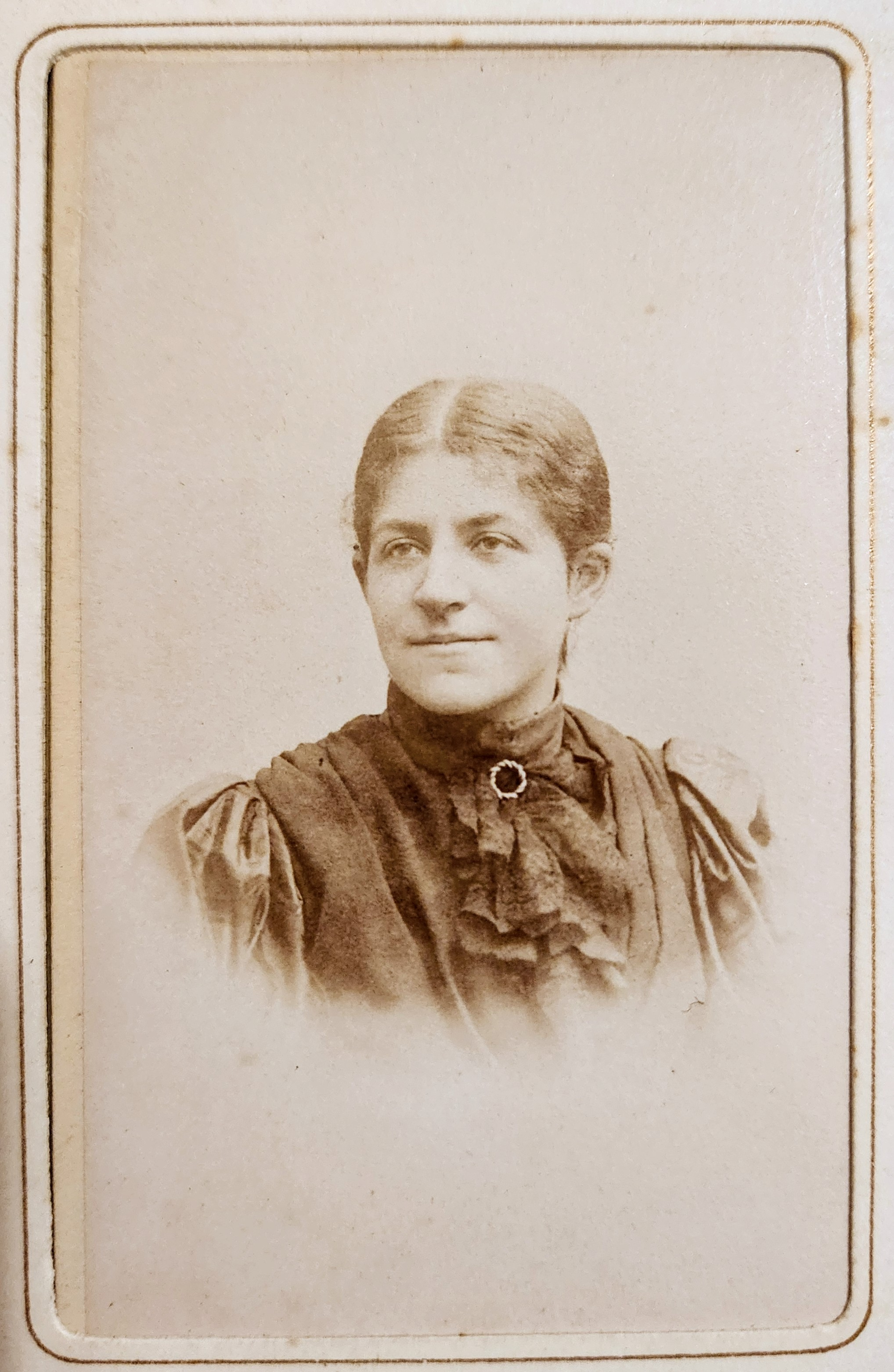
Louise Compain âgée d'une trentaine d'années.

Louise Compain, née Mélanie Louise Massebieau le 28 avril 1869 à Vierzon et morte le 7 décembre 1941 dans le 15e arrondissement de Paris, est l'une des initiatrices du mouvement féministe en France, de la fin du XIXe siècle et du début du XXe.

## Biographie
Louise Compain est la fille de Louis Massebieau (1840-1904), pasteur et maître de conférences à la faculté de théologie protestante de Paris puis à l'École pratique des hautes études, et de Louise Françoise Marie Boissier (?-1904).
Écrivaine et journaliste, Louise Compain s’est fait connaître aux débuts du féminisme en écrivant des romans féministes à succès. Elle est membre du comité fondateur de l’Union française pour le suffrage des femmes en 1909.

## Famille
Louise Massebieau se marie, à Paris, en octobre 1888 avec Luc Compain (1864-1889), professeur agrégé en fonction au lycée de Chaumont, qui meurt accidentellement le 17 novembre 1889 alors qu'il préparait une thèse en histoire sur Geoffroi de Vendôme. Cette thèse est publiée à titre posthume en 1891.
Louise Compain décède le 7 décembre 1941, pendant la seconde guerre mondiale. Elle est inhumée au Cimetière du Père-Lachaise (49e division) à Paris.
Louise Compain est la tante de Georgette Hammel née Roustain (Juste parmi les nations), la grand-tante de la sociologue et écrivaine féministe Évelyne Sullerot et de la résistante Élisabeth Quintenelle, l'arrière-grand-tante de l'ancien rapporteur général de l'Observatoire de la laïcité, Nicolas Cadène.

## Œuvres
- La Femme dans les organisations ouvrières, V. Giard et E. Brière, 1910
- La Vie tragique de Geneviève, Calmann Levy, 1912
- L'Amour de Claire, Calmann Levy, 1915
- La Grand' Pitié des Campagnes de France, Chez l'auteur, 1917
- Les Portes de la vie spirituelle, E Figuiere, 1927
- La Robe déchirée, E Figuiere, 1929
- Calendrier de la vie spirituelle ou les étapes de l'âme, Le Bélier, 1938